# Brigitte Zypries
Brigitte Zypries, född den 16 november 1953 i Kassel, är en tysk socialdemokratisk politiker (SPD) som är ekonomi- och energiminister i Tysklands regering sedan 27 januari 2017. Hon har tidigare varit Tysklands justitieminister mellan 2002 och 2009 i regeringarna Schröder II och Merkel I. Mellan 2013 och 2017 innehade hon en post som en av statssekreterarna (tyska: parlamentarische Staatssekretärin) i Tysklands ekonomi- och energiministerium under sin partiledare Sigmar Gabriel, vicekansler och ekonomi- och energiminister. Hon blev ekonomi- och energiminister vid en regeringsombildning den 27 januari 2017. Orsaken till regeringsombildningen var att utrikesminister Frank-Walter Steinmeier hade avgått när han förväntades bli vald till förbundspresident i förbundsförsamlingen den 12 februari 2017.